# Eugène Petit
Eugène Petit né à Paris le 8 juillet 1838 et mort à Paris 9e le 19 novembre 1886 est un peintre français.

## Biographie
Eugène Petit est élève d'Édouard Muller et Charles Diéterle.
Il s'est spécialisé dans les peintures de natures mortes de fleurs et de fruits, ainsi que dans les scènes cynégétiques.